# 3-й отдельный полк специального назначения (Украина)
3-й отдельный полк специального назначения имени князя Святослава Храброго (укр. 3-й окремий полк спеціального призначення імені князя Святослава Хороброго), сокращённо 3 оп СпП, в/ч А0680 — воинское формирование Сил специальных операций Украины Вооружённых сил Украины. Подчиняется 4-й службе Специальной разведки Главного управления разведки Министерства обороны Украины. Штаб полка — Кропивницкий. Входит в состав Объединённых сил быстрого реагирования.
Полк сформирован 3 июня 1998 года на базе 10-й отдельной бригады специального назначения ВСУ как 1-й отдельный полк специального назначения, с 7 сентября 2000 года стал 3-м полком. В 2018 году полку было присвоено имя Киевского князя Святослава Игоревича Храброго.

## История полка

Ранее использовавшаяся нашивка солдат 3-го отдельного полка специального назначения

### До 2000 года
После провозглашения независимости Украины 11 октября 1991 года 10-я отдельная бригада специального назначения ВС СССР вошла в состав Вооружённых сил Украины, личный состав принёс воинскую присягу.
Директивой Министра обороны Украины от 3 июня 1998 года 10-я бригада специального назначения была переформирована в 1-й отдельный полк специального назначения 32-го армейского корпуса (1 ОП СпП 32 АК). По итогам 1999—2000 годов 1-й отдельный полк специального назначения отмечался командующим войск Южного Оперативного командования Сухопутных войск как одна из лучших частей. До осени 1997 года полк находился в оперативном подчинении 32-го армейского корпуса.
На тот период в бригаду входили:
- 2 разведывательных батальона;
- 2 учебные роты (разведка и связь);
- рота материального обеспечения;
- рота спецвооружения;
- автомобильная рота;
- отряд спецрадиосвязи;
- кинологическое отделение.

### С 2000 года
7 сентября 2000 года полк был переименован в 3-й отдельный полк специального назначения (3-й опспн) и в июле 2003 года был передислоцирован из Старого Крыма в Кировоград (ныне Кропивницкий). За годы независимости разведчики 3-го опспн неоднократно принимали участие в международных учениях и миротворческих операциях. В частности, представители полка два года подряд представляли Вооруженные Силы Украины на международных соревнованиях разведывательных групп, которые проводились в Словакии, где занимали призовые места среди команд из более чем 10 стран-участниц.

### Война на Донбассе
С 2014 года подразделения 3-го полка отдельного специального назначения участвуют в боевых действиях на территории Донбасса. По состоянию на 1 февраля 2017 года 3-й отдельный полк специального назначения в ходе АТО потерял погибшими 43 человека.
В июне 2014 года военнослужащие полка участвовали в боях в Бахмуте, обороняя военные склады. В июле 2014 года в ходе попытки эвакуации пилотов ВСУ из-под Снежного полк участвовал в спецоперации, которая закончилась гибелью 10 человек вместе с командиром группы, подполковником Сергеем Лысенко. В том же году части 3-го полка попали в Южный котёл (их части оказались в котле к 23 июля). 15 июля 2014 года группа под командованием подполковника Юрия Коваленко у Дибровки, которая обеспечивала разведку украинским военным после переправы через Миус около Кожевни, попала в засаду. Командир группы погиб, восемь человек были ранены и запросили помощь двух Ми-24.
Двое военнослужащих полка представлены к высшей награде Украины — Герой Украины:
- Коваленко, Юрий Викторович — подполковник, заместитель командующего отрядом специального назначения 3-го отдельного полка специального назначения. Награждён посмертно 31 марта 2015 года;
- Трепак, Александр Сергеевич — полковник, командир 3-го отдельного полка специального назначения. Награждён 12 февраля 2015 года.

С 22 августа 2018 года по указу Президента Украины № 232/2018 полк носит почётное наименование «имени князя Святослава Храброго».
По состоянию на 2 марта 2018 г. 3-й отдельный полк специального назначения в ходе АТО потерял погибшими 44 человека.

### Вторжение России на Украину
24 февраля 2022 года полк участвовал в отражении воздушно-десантной операции России по захвату аэропорта в Гостомеле.